# Broadbridge Heath
Broadbridge Heath – wieś w Anglii, w hrabstwie West Sussex, w dystrykcie Horsham. Leży 40 km na północny wschód od miasta Chichester i 51 km na południe od Londynu. W 2001 miejscowość liczyła 3021 mieszkańców.